# Ryō Kiyuna
Ryō Kiyuna (jap. 喜友名諒, Kiyuna Ryō; * 12. Juli 1990 in Okinawa) ist ein japanischer Karateka. Bei den Olympischen Spielen 2020 in Tokio, wo Karate erstmals olympisch war, gewann er in der Einzeldisziplin Kata die Goldmedaille. Außerdem wurde er siebenmal Weltmeister und achtmal Asienmeister und gewann weitere Goldmedaillen bei World Games und Asienspielen.

## Biografie

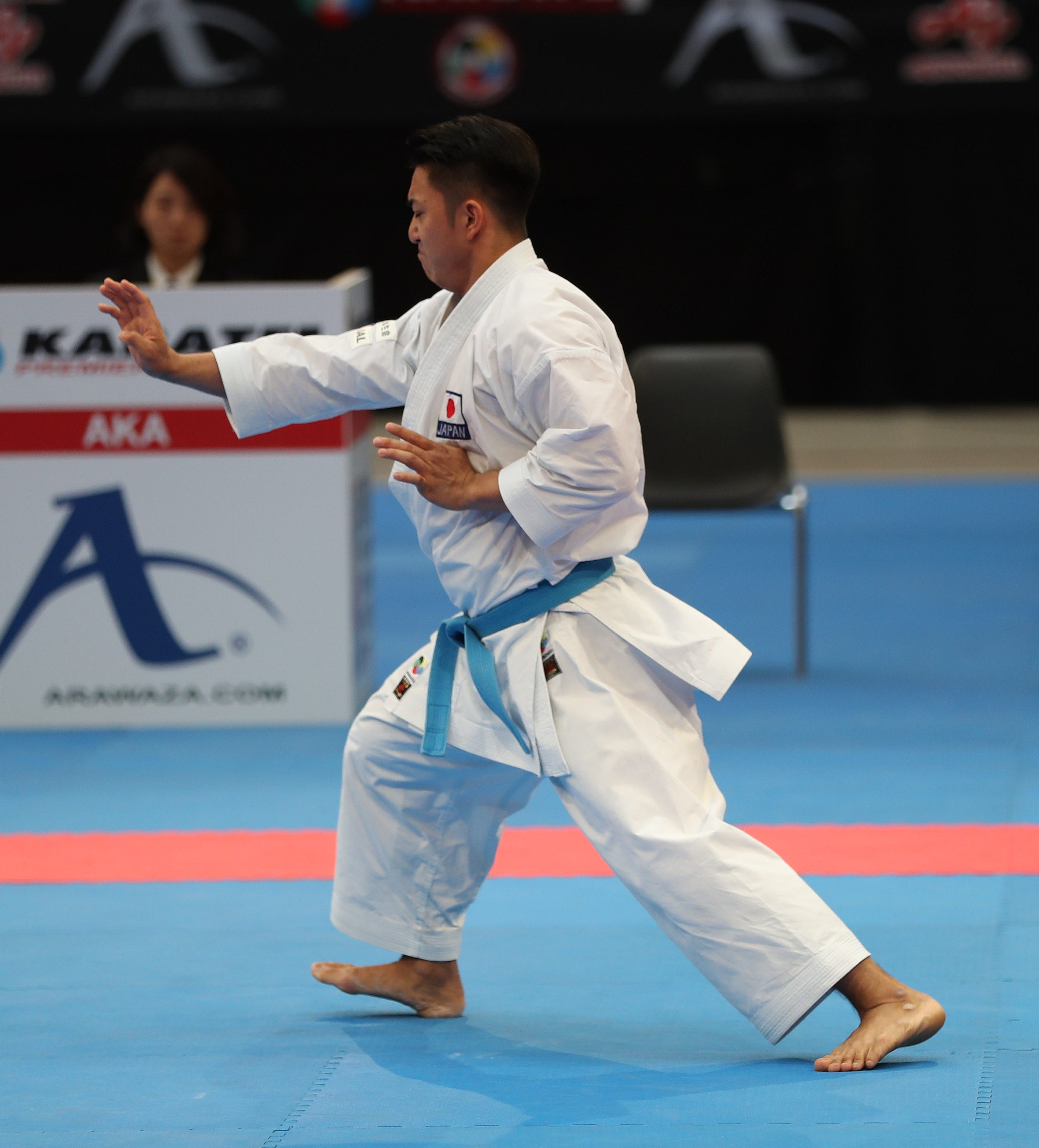
Ryō Kiyuna im Rahmen der Karate1 Premier League in Berlin (2018)

Ryō Kiyuna stammt von den Okinawa-Inseln, die als „Wiege“ des Karate gelten. Er begann im Alter von fünf Jahren mit dem Kampfsport und gehört der Sakumoto Karate Academy an. Kiyuna studierte an der Internationalen Universität von Okinawa.
Bei der Weltmeisterschaft 2012 in Paris gewann der Kata-Spezialist mit Bronze die erste internationale Medaille seiner Karriere. Im folgenden Jahr holte er bei der Asienmeisterschaft in Dubai und bei den World Games in Cali weitere Bronzemedaillen, im Rahmen der World Combat Games in Sankt Petersburg gewann er Silber. 2014 kürte sich Kiyuna in Bremen erstmals zum Weltmeister und legte mit diesem Titel den Grundstein für zahlreiche Erfolge in den kommenden Jahren. 2015 wurde er in Yokohama Asienmeister allein und mit dem Team, was ihm auch in den Jahren von 2017 bis 2019 gelang. 2016 konnte er in Linz seinen Weltmeistertitel erfolgreich verteidigen und holte auch mit dem Team die Goldmedaille. Im Jahr darauf war er unter anderem bei den World Games in Wrocław siegreich. 2018 gelang ihm neben mehreren Siegen in der Karate1 Premier League und der erneuten WM-Titelverteidigung der Gewinn der Asienspiele in Jakarta. 
Bei den COVID-19-bedingt um ein Jahr nach hinten verlegten Olympischen Spielen von Tokio gewann Ryō Kiyuna 2021 als einziger Japaner eine Karate-Goldmedaille. Im Finale im Nippon Budōkan setzte er sich mit 28,72 Punkten gegen seinen Langzeitrivalen Damián Quintero aus Spanien durch. Bei der Siegerehrung gedachte er seiner 2019 verstorbenen Mutter, indem er ein gerahmtes Porträt von ihr bei sich trug.

## Erfolge
2021
- 1. Platz Olympische Sommerspiele 2020 in Tokio

2020
- 1. Platz Karate1 Premier League in Paris

2019
- 1. Platz Asienmeisterschaft in Taschkent
- 1. Platz Asienmeisterschaft in Taschkent im Team
- 1. Platz Karate1 Premier League in Dubai
- 1. Platz Karate1 Premier League in Moskau
- 1. Platz Karate1 Premier League in Rabat
- 1. Platz Karate1 Premier League in Shanghai
- 1. Platz Karate1 Premier League in Tokio
- 1. Platz Karate1 Premier League in Tokio im Team

2018
- 1. Platz Weltmeisterschaft in Madrid
- 1. Platz Weltmeisterschaft in Madrid im Team
- 1. Platz Asienmeisterschaft in Amman
- 1. Platz Asienmeisterschaft in Amman im Team
- 1. Platz Asienspiele in Jakarta
- 1. Platz Karate1 Premier League in Berlin
- 1. Platz Karate1 Premier League in Istanbul
- 1. Platz Karate1 Premier League in Paris
- 1. Platz Karate1 Premier League in Tokio
- 1. Platz Karate1 Premier League in Tokio im Team

2017
- 1. Platz Asienmeisterschaft in Astana
- 1. Platz Asienmeisterschaft in Astana im Team
- 1. Platz World Games in Wrocław
- 1. Platz Karate1 Premier League in Halle
- 1. Platz Karate1 Premier League in Paris

2016
- 1. Platz Weltmeisterschaft in Linz
- 1. Platz Weltmeisterschaft in Linz im Team

2015
- 1. Platz Asienmeisterschaft in Yokohama
- 1. Platz Asienmeisterschaft in Yokohama im Team

2014
- 1. Platz Weltmeisterschaft in Bremen

2013
- 2. Platz World Combat Games in Sankt Petersburg
- 3. Platz Asienmeisterschaft in Dubai
- 3. Platz World Games in Cali

2012
- 3. Platz Weltmeisterschaft in Paris

## Auszeichnungen
- 2016: Excellence Award im Rahmen des japanischen Sportpreises
- 2018: Excellence Award des Japanischen Olympischen Komitees[2]